# Takhlijt
Takhlijt est un village de la commune et daïra de Chemini la wilaya de Béjaïa en Kabylie (Algérie).